# Stomias affinis
Stomias affinis – gatunek głębinowej ryby z rodziny wężorowatych (Stomiidae). Osiąga do 21,9 cm długości. Spotykane na głębokosciach do 3182 m. Wiadomo, że polując w nocy podpływają niemal do powierzchni oceanu.